# Diane Williams
Diane Williams (Chicago, 14 dicembre 1960) è un'ex velocista statunitense, campionessa mondiale della staffetta 4×100 metri a Roma 1987.

## Palmarès
| Anno | Manifestazione      | Sede         | Evento      | Risultato | Prestazione | Note                  |
| ---- | ------------------- | ------------ | ----------- | --------- | ----------- | --------------------- |
| 1983 | Mondiali            | Helsinki     | 100 m piani | Bronzo    | 11"06       |                       |
| 1983 | Mondiali            | Helsinki     | 4×100 m     | Batteria  | 44"20       |                       |
| 1987 | Giochi panamericani | Indianapolis | 100 m piani | Argento   | 11"25       |                       |
| 1987 | Mondiali            | Roma         | 100 m piani | 4ª        | 11"07       |                       |
| 1987 | Mondiali            | Roma         | 4×100 m     | Oro       | 41"58       | Record dei campionati |